# Pouteria pubescens
Pouteria pubescens là một loài thực vật thuộc họ Sapotaceae. Loài này có ở Brasil và Peru.